# ۴۱۶ (میلادی)
۴۱۶ (میلادی) چهارصد  و شانزدهمین سال تقویم میلادی است.

## درگذشتگان
‎